# Diphtherocome chrysochlora
Diphtherocome chrysochlora är en fjärilsart som beskrevs av George Francis Hampson 1897. Diphtherocome chrysochlora ingår i släktet Diphtherocome och familjen nattflyn. Inga underarter finns listade i Catalogue of Life.